# Hŏ Kyun
Hŏ Kyun (허균?, Heo GyunLR; Seul, 3 novembre 1569 – 24 agosto 1618) è stato uno scrittore, letterato e politico coreano, autore della Storia di Hong Kiltong, considerato il primo romanzo coreano in vernacolare.

## Biografia

### Primi anni
Hŏ Kyun nasce nel 1569 a Seul, durante la dinastia Joseon, da una famiglia di letterati e uomini politici composta dal padre Hŏ Yŏp (허엽), discepolo del filosofo neo-confuciano Sŏ Gyŏngdŏk (서경덕), dalla sua seconda moglie, dai fratelli Hŏ Sŏng (허성) e Hŏ Pong (허봉) e dalla sorella Hŏ Nansŏrhŏn (허난설헌).
La famiglia svolge un ruolo fondamentale nella sua carriera: il padre è capo con Kim Hyo-wŏn della fazione degli orientali, il partito intorno a cui si raccoglie la parte culturalmente più aperta dei funzionari confuciani; i fratelli sono letterati e ricoprono alti incarichi nell'amministrazione pubblica. La sorella, le cui opere pubblicate ottengono un largo successo anche in Cina e in Giappone, è una delle più famose poetesse coreane dell'epoca, ed eccelle anche nella pittura e nella calligrafia. Influirà molto sulla formazione di Hŏ Kyun anche il suo precettore Yi Tal, che a causa della condizione di illegittimo si era dedicato all'insegnamento perché impossibilitato - per le sue origini - ad avere accesso alla carriera amministrativa. La condizione di discriminazione sofferta da Yi Tal è determinante nella scelta di Hŏ Kyun di promuovere l'eliminazione della diseguaglianza fra figli legittimi e figli illegittimi, sostenuta dalle leggi troppo restrittive dell'epoca, e nell'orientare la sua posizione politica verso gli ideali liberali progressisti, nonostante le origini agiate della sua famiglia.
Già in giovane età Hŏ Kyun, colpito prematuramente dal lutto del padre, si dedica alla poesia e allo studio dei classici cinesi, e all'età di 12 anni compone poesie. Si sposa all'età di 16 anni, ma otto anni dopo la moglie morirà di parto. Nel 1594 si trasferisce a Seul dove lavora prima come storico all'Archivio diplomatico; tre anni più tardi è nominato precettore del principe ereditario e sposa la figlia del capo del partito degli orientali Kim Hyo-wŏn. All'età di 35 anni supera gli esami più difficili per accedere all'amministrazione pubblica.

### Carriera burocratica e ultimi anni
Hŏ Kyun nel corso degli anni ricopre diversi incarichi in ambito amministrativo: svolge l'attività di diarista nell'Ufficio dei decreti reali, viene nominato governatore di Hwanghae, direttore generale del Ministero dei Riti, magistrato della contea di Suan e di Kongju. Partecipa anche a delle ambascerie in Cina, che gli permettono di approfondire le sue conoscenze della cultura Ming e della letteratura cinese, ma anche del confucianesimo, taoismo, cristianesimo, buddhismo. Tramite questi viaggi porta la cultura occidentale in Corea, ma soprattutto fa conoscere quella coreana agli altri Paesi.
Nel 1609 Hŏ Kyun viene nominato ministro e due anni dopo, accusato di favoritismo nei confronti del nipote, viene esiliato per un anno a Hamsan, oggi Hamyŏl. Durante questo periodo scrisse l'opera Divagazioni dell'esilio e nello stesso anno cura la raccolta delle sue opere, il Sŏngso-pubu'go. Successivamente ottiene l'incarico di ministro della Giustizia; incolpato di crimini contro la famiglia reale, viene però in seguito scagionato dalle accuse e nominato consigliere di stato. Nel 1618 è vittima degli intrighi di corte e viene incriminato per alto tradimento e condannato a morte. La sentenza viene eseguita il 24 agosto 1618.

## Pensiero
Grazie alla formazione ricevuta, alla sua curiosità intellettuale e alla possibilità di viaggiare oltre confine, Hŏ Kyun aveva una mentalità molto aperta. Il suo pensiero politico venne influenzato in particolare dal filosofo cinese Mencio, con il quale condivise l'idea che il re, su mandato celeste, amministrava il potere per il bene del popolo, vero detentore del potere. Se la popolazione veniva sfruttata o soffriva, il sovrano poteva essere detronizzato tramite una rivoluzione popolare, in quanto appariva evidente che l'esercizio del suo potere si poneva contro l'incarico ricevuto dal Cielo.
Nelle sue opere Hŏ Kyu opera un collegamento tra governo ed etica, sostenendo che solo le persone dotate di un profondo senso etico, ossia i saggi, possono governare il paese. Per riformare la politica e l'amministrazione, Hŏ Kyu ritiene necessario reclutare persone colte per le cariche pubbliche per porre fine alla namhaeng, ossia all'accesso ereditario, contrario al criterio del merito, e avviare un percorso di formazione ed educazione dei funzionari pubblici, di cui egli auspica venga ridotto il numero. Condannando le istituzioni dell'epoca e la società dei yangban, ritenute corrotte, egli assegna un importante ruolo ai letterati confuciani: con la loro condotta morale essi dovrebbero dare l'esempio al popolo e sostenere il sovrano a governare il paese in nome del benessere di tutti i cittadini.
Tema centrale del suo pensiero politico è la famiglia, a cui assegna il compito di formare e preparare i giovani alla vita sociale. Grande importanza è anche assegnata alla questione della discendenza. Nel libro La storia di Hong Kiltong Hŏ Kyun tratta della discriminazione operata nei confronti dei figli illegittimi, ai quali veniva fatto divieto di rivolgersi ai genitori o ai fratelli nominando questo legame.

## Opere
L'epoca in cui Hŏ Kyun si colloca è quella del regno dei re Seonjo e Gwanghaegun, contraddistinto dall'invasione giapponese di Hideyoshi del 1592-1598.
A causa dell'incriminazione per alto tradimento nei confronti della famiglia reale, le proprietà dello scrittore vennero distrutte, i suoi beni confiscati, ed il suo nome eliminato dai registri. Hŏ Kyun riuscì però a salvare dei manoscritti inviandoli ad un nipote. I testi originali, raccolti nelle Hŏ Kyun chŏnsŏ (허균 전서 Opere complete di Hŏ Kyun ), sono stati pubblicati a Seul dall'editore Asea Munhwa'sa nel 1980.
La raccolta delle sue opere comprende:
- Haksan ch'odam (학산 저담)
- Hangjŏng'nok (한정록), un'antologia di scrittori taoisti su temi specifici (il ritiro, la tranquillità, la vita in montagna, l'agricoltura, ecc.), a cui lo scrittore aggiunge aneddoti o commenti[25]
- Hŏmun sego (허문 세고)
- Hong Kil-tongjŏn (홍길동전, La storia di Hong Kil-tong)
- Kukcho sich'aek (국조 시책), un'antologia di 888 poesie composte da 35 autori confuciani, buddisti, taoisti, fra cui anche poetesse; la selezione è operata da Hŏ Kyun fra le opere da lui ritenute più belle dell'epoca, a prescindere dal giudizio morale sul loro contenuto.[24][26]
- I Saggi. Dodici in totale, attraverso temi diversi espongono la visione sociale e politica dell'autore
- Sŏngong siksorok (성옹식소록, Divagazioni dell'esilio). Costituito da tre libri di 190 brani in cinese classico, comprende appunti ed osservazioni sulle istituzioni coreane, sulla loro storia e su alcune procedure amministrative in uso in quel periodo, scritti da Hŏ Kyun negli anni della prigionia e raccolti durante il periodo dell'esilio del 1610. Questi tre libri fanno parte del Sŏngso-pubu'go (nello specifico, corrispondono ai libri 23-24-25). Gli argomenti principali di quest'opera sono l'esaltazione della Cina ed il paragone fra questo paese e la Corea del suo tempo e dei secoli precedenti.[24][26]
- Sŏngsu pubu'go (성소부부고, Appunti della giara tappata di Sŏngso). Include una raccolta di poesie, appunti di viaggio e annotazioni varie
- Sŏngsu sihwa (성수 시화, raccolta di oltre 500 poesie, i cui temi prevalenti sono la fuga dalla realtà ed il rifugio nella natura. L'opera è importante sia perché rappresenta uno dei più importanti testi di critica letteraria della produzione antica, di cui vengono riportati numerosi esempi, sia perché assume come modello di più alta forma di poesia la raccolta cinese Shijing e la successiva poesia Tang.[10]
- Suji simun (수지 시문, Raccolta di poesie)
- Tomun-taejak (도문대작), un libro dedicato alla cucina coreana del tempo, offre una documentazione di grande importanza storica per il genere trattato.

### I Saggi
I saggi trattano di amministrazione, cultura, personaggi storici importanti, organizzazione militare. Riguardo quest'ultimo tema, Hŏ Kyun, riferendosi all'esercito, critica la scelta del governo Yi che chiese aiuto alla Cina per far cessare le invasioni giapponesi, invece di utilizzare i nobili e gli schiavi coreani. Denunciando questo governo e il suo sistema militare corrotto, nel quale i generali venivano scelti per i loro legami di parentela e non in base al loro talento, Hŏ Kyun contrappone come esempio il periodo Koryŏ, che grazie alla presenza di un esercito organizzato, in cui tutto il popolo era iscritto nel registro di leva, aveva mantenuto intatto i propri confini.
Nel Saggio sul Talento Hŏ Kyun attacca l'ineguaglianza sociale ed afferma che il talento non appartiene a chi è nobile di nascita, ma è donato dal Cielo, e quindi prerogativa di tutti gli essere viventi.
Il Saggio sugli homin divide la popolazione in tre classi: hangmin, wŏnmin e homin. I primi rappresentano il popolo minuto, che non ha coscienza della propria condizione e accetta di essere sottomesso: secondo Hŏ Kyun gli hangmin contribuiscono a perpetuare lo sfruttamento della popolazione ed a rafforzare le divisioni sociali. I wŏnmin, consapevoli invece di questa situazione, non possiedono gli strumenti e l'iniziativa necessari per cambiarla. Gli homin, infine, sono persone coscienti della loro ingiusta condizione, che aspettano il momento opportuno per attuare una rivolta contro la società.

### La storia di Hong Kiltong
Alla fine del sedicesimo secolo Hŏ Kyun scrive La storia di Hong Kiltong (홍길동전), ispirata alla letteratura cinese dell'epoca, al buddhismo, alle leggende taoiste, alle storie di mostri, spiriti e animali fantastici e dalla tradizione degli eremiti. In particolare sono molte le somiglianze tra il racconto coreano e le opere cinesi I briganti e Viaggio verso Occidente (o Lo Scimmiotto). La storia di Hong Kiltong è scritta in coreano, in modo da essere accessibile a tutti ed è la prima opera della letteratura coreana ad ambientazione familiare. Il periodo di riferimento è quello dei re Sejong e ha come protagonista un rappresentante ideale degli homin: Hong Kiltong è intelligente, coraggioso e leale, figlio illegittimo del ministro Hong e di una delle sue concubine, e per questo discriminato socialmente e politicamente. Fuggito da casa a causa delle discriminazioni di cui veniva fatto oggetto, vaga per i monti finché si unisce a un gruppo di banditi, diventandone il loro capo. Con questi inizia a rubare ai ricchi e a donare i proventi ai poveri, diventando noto in tutto il paese. Nella parte finale della storia Hong Kiltong parte per una lontana isola, dove fonda un regno e vive felice.

## Traduzioni italiane
- La storia di Hong Kiltong, introduzione di Andrea Porciello e Alberto Scerbo, traduzione e presentazione di Sofia Teresa Scerbo, Rubbettino, Soveria Mannelli, 2003, ISBN 88-498-0789-9
- Divagazioni dell'esilio, a cura di Tonino Puggioni, traduzione di Tonino Puggioni,O barra O, Milano, 2003, ISBN 88-87510-10-5
- Hong Kiltong. Il brigante confuciano, a cura di Maurizio Riotto, O barra O, Milano, 2004, ISBN 88-87510-18-0